# Platyscelio africanus
Platyscelio africanus är en stekelart som beskrevs av Jean Risbec 1956. Platyscelio africanus ingår i släktet Platyscelio och familjen Scelionidae. Inga underarter finns listade i Catalogue of Life.